# Dunlap (Tennessee)
Dunlap település az Amerikai Egyesült Államok Tennessee államában, Sequatchie megyében, melynek megyeszékhelye is. Lakosainak száma 5357 fő (2020. április 1.).

## Népesség
A település népességének változása:

| 2010 | 4 815 |
| 2020 | 5 357 |